# Bburago

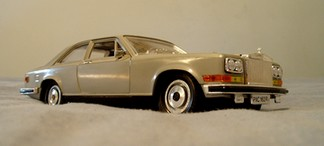
Rolls Royce Camargue à l’échelle 1/22. Probablement fabriquée dans le milieu des années 1980, ce modèle de Bburago est aujourd’hui rare.

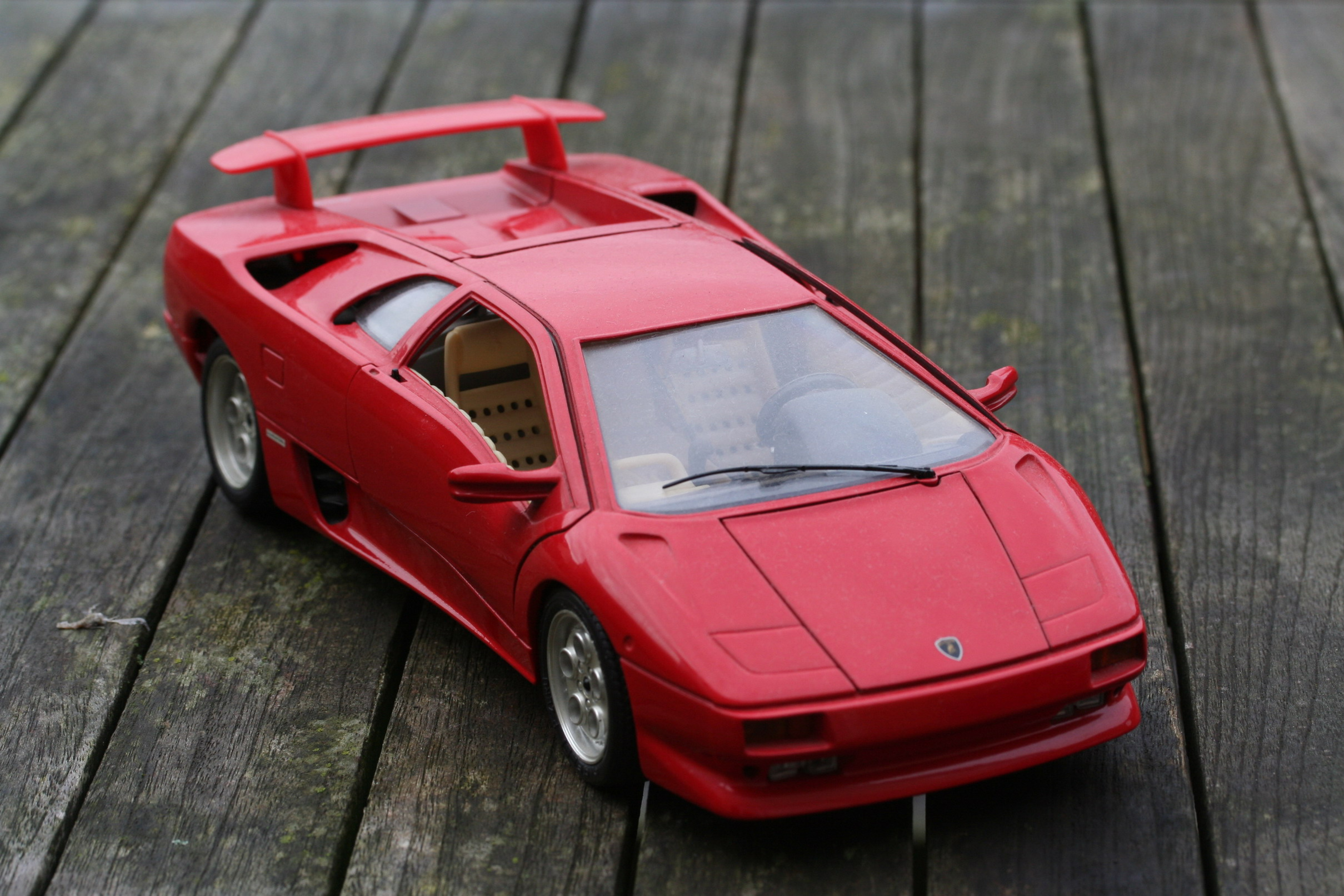
Lamborghini par Bburago

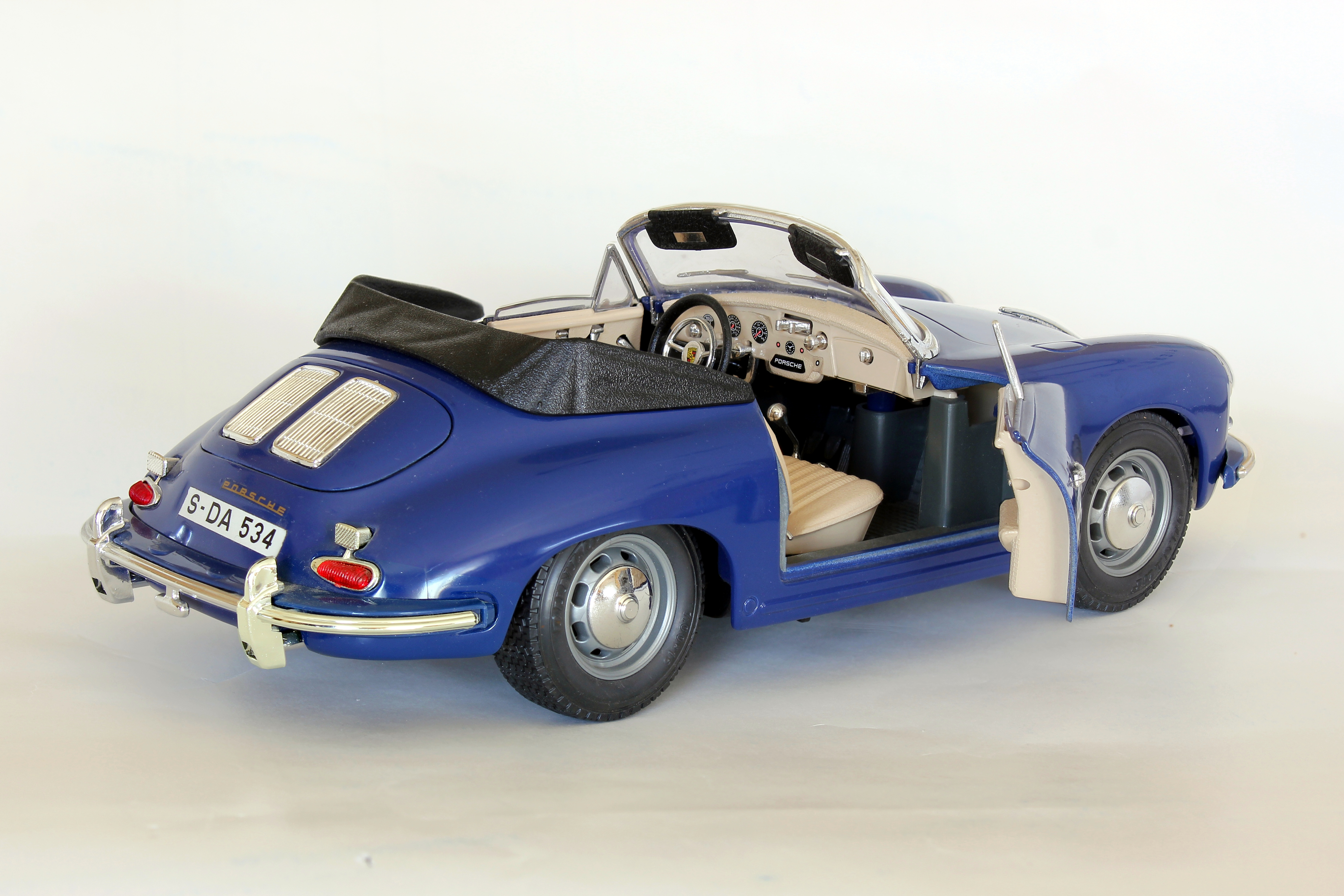
Porsche 356 B 1/18 par Bburago

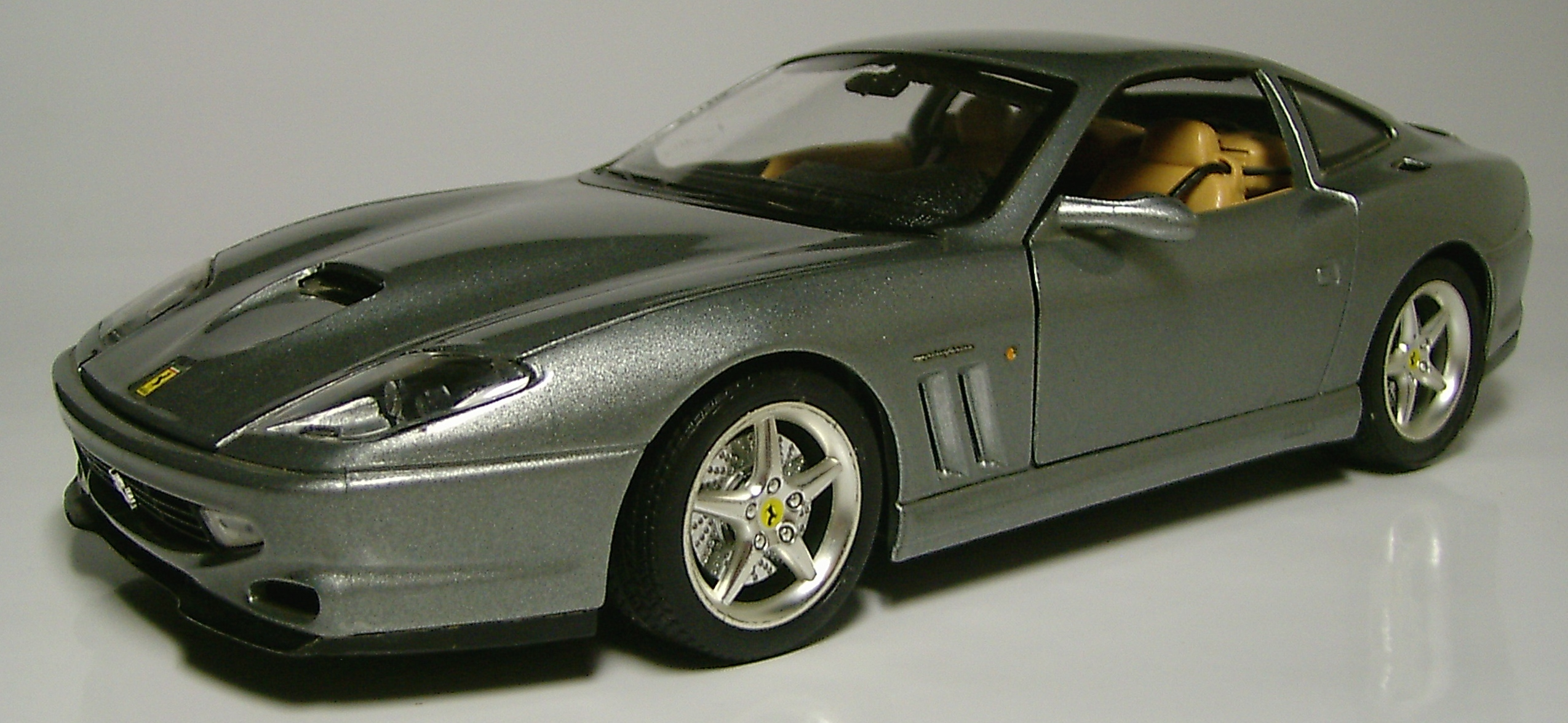
Ferrari 550 Maranello Bburago à l’échelle 1/18.

Bburago est une importante marque italienne de modèles réduits.
Sa production porte essentiellement sur des modèles européens reproduits à l'échelle 1/18, 1/24, 1/43 et plus récemment 1/32e. La matière utilisée est principalement le zamac. Certains modèles se présentent soit entièrement assemblés, soit en version kit ne comportant que peu de pièces à monter (carrosserie et châssis à visser, décalcomanies).

## Histoire

### 1966: La famille Besana crée la marque Mebetoys
Mario Besana, le futur créateur, travaille dans différentes entreprises au cours des années 1950. Il va s'essayer quelque temps chez le constructeur automobile Innocenti puis intégrera Molgora, un fabricant de jouets en tôle emboutie. En 1959, avec ses frères Martino et Hugo, il se lance dans la fabrication des jouets. Il faudra attendre 1966 pour que la famille Besana crée la marque Mebetoys.
Cette société (Meccanica Besana Toys), basée à Milan, réalisera de nombreux modèles en métal. Ceux-ci seront essentiellement réalisés au 1/43 et au 1/25. Le succès sera immédiat.

### 1969: Arrivée de Mattel
En 1969, Mattel prend pied chez Mebetoys pour une durée de trois ans. Mebetoys va, dans un premier temps, produire des jouets pour le compte de Mattel. Mais le géant américain est glouton. Il rachète Mebetoys en 1973.

### 1972: Mario Besana crée Martoys, future Bburago
En 1972, Mario Besana, exclu de sa société, crée la société Martoys. Comme Mebetoys, elle va connaître un vif succès dès ses débuts. Le succès est si important qu'il s'avère vite indispensable de construire une nouvelle usine.
Celle-ci verra le jour en 1975, dans la ville italienne de Burago, proche de Milan. Mario Besana saisit l'occasion pour renommer Martoys, dont le nom n'est pas très accrocheur. Le nom Bburago est choisi en 1974. Le « B » est doublé afin de pouvoir distinguer la ville d'accueil du nom de la société. Cette première lettre permet également de rappeler le nom du fondateur (Besana).
Pour se différencier de Mebetoys, BBurago se spécialise dans les modèles à l'échelle 1/24e et 1/18e avec des véhicules des années 1930 et les voitures GT. Son succès tient essentiellement au souci du détail qui fera la réputation de la marque. Les productions BBurago n'étaient plus des jouets pour enfants mais des objets de collection et d'exposition.
Avec les années 1980, BBurago fut le premier à comprendre que la distribution traditionnelle avait évolué. Ses productions n'étaient pas seulement distribuées dans les magasins de jouets, toujours plus rares, mais surtout dans les grandes surfaces de standing, les aéroports, tous les lieux de passage des hommes d'affaires. La marque devient leader mondial de sa catégorie.
La concurrence allait disparaître. Solido dû aussi proposer des modèles à grande échelle mais sans succès. En 1994 BBurago rachète son concurrent Polistil et reste le seul fabricant en Europe. Il devra faire face dans les années 90 à la très rude concurrence asiatique avec ses modèles à très bas prix mais à la finition approximative. Seules les multinationales du jouet purent résister un peu plus.

## 2000 Le coup de grâce de Mattel
En 2000, le géant américain Mattel, en apportant sa sponsorisation au constructeur automobile italien Ferrari, obtient l'exclusivité totale des licences des modèles réduits de la marque qui étaient devenus le fonds de commerce de BBurago qui doit dès lors arrêter toute commercialisation des modèles Ferrari.

### 2005: années difficiles et rachat
Après ce coup imprévisible, la société BBurago fait l'objet d'un plan de restructuration en 2005 et arrêta toute activité.
En 2007, la marque est relancée, rachetée par le groupe chinois May Cheong, qui possède également Maisto. Afin de différencier les deux marques, May Cheong spécialise Bburago dans les voitures européennes. Les modèles ne sont plus fabriqués en Italie mais en Chine.
Mattel, qui avait beaucoup de mal à vendre ses voitures miniatures "jouets" produits par Hot Wheels, reprend contact avec BBurago pour lui faire fabriquer plusieurs modèles qui figuraient au catalogue italien avant son coup de force. Le contrat de collaboration est prévu jusqu'en 2014 mais Mattel a compris qu'il ne pourra jamais être leader de ce marché spécial et n'a pas cherché à le renouveler.
C'est actuellement May Cheong qui est devenu propriétaire de toutes les licences Ferrari. On retrouve depuis janvier 2015 tous les modèles du cheval cabré dans la gamme BBurago,.

## Modèles à l’échelle 1/24 (production italienne)
- AC Shelby Cobra 289
- Alfa Romeo Alfetta GTV
- Alfa Romeo Alfetta GTV Gr.4
- Alfa Romeo Giulia
- Alfa Romeo Giulietta
- Alfa Romeo Stelvio
- Alfa Romeo 33
- Alfa Romeo 75
- Alfa Romeo 156
- Alpine A110 (1ª Serie)
- Alpine A110 (2ª Serie)
- Audi 80 Gt
- Audi RS5
- Audi Quattro Gt
- Audi TT Coupé
- Austin Metro MG Turbo
- BMW 3.0 Csi
- BMW 3.0 Csi Turbo
- BMW 635 Csi Gr.A (E24)
- BMW M1
- BMW M3 E36 GTR
- BMW Z3 M Roadster
- BMW Z4 Roadster
- BMW Z8 Roadster
- Bugatti Type 55
- Bugatti Type 57 Atlantic
- Bugatti EB110
- Chevrolet Corvette '57
- Chevrolet Corvette C5
- Chevrolet Corvette C5 Convertible
- Citroen 15 CV T.A.
- Citroën 2 CV
- Datsun 240 Z
- Datsun 280 Z
- Dodge Viper RT/10
- Dodge Viper GTS
- Dodge Viper SRT/10
- DS 3
- Ferrari 250 Testarossa
- Ferrari 250 GTO
- Ferrari 250 LM
- Ferrari 275 GTB / 4
- Ferrari 512 BB
- Ferrari 308 GTB
- Ferrari 288 GTO
- Ferrari Testarossa
- Ferrari F40
- Ferrari 348 tb
- Ferrari 456 Gt
- Ferrari F50
- Ferrari 550 Maranello
- Fiat Nuova 500
- Fiat 124 Abarth Spider
- Fiat 127
- Fiat 131 Abarth Rally
- Fiat 131 Mirafiori
- Fiat Ritmo Abarth
- Fiat Panda
- Fiat Regata
- Fiat Uno
- Fiat Tipo
- Fiat Cinquecento
- Fiat Punto
- Fiat Punto Evo
- Fiat Nuova Panda
- Ford Escort MkII 1.1 L
- Ford Escort MkII RS 1800
- Ford Capri Group 5
- Ford Mustang
- Ford Escort MkIII XR3i
- Ford Escort MkIV RS Cosworth
- Ford Focus RS
- Ford Focus SW
- Ford Street Ka
- Innocenti Mini 120
- Jaguar XK 120 Coupé
- Jaguar XK 120 Roadster
- Jeep CJ 7
- Lamborghini Cheetah
- Lamborghini Countach
- Lamborghini Diablo
- Lamborghini Murcielago
- Lancia Beta Berlina
- Lancia Beta Montecarlo
- Lancia Stratos
- Lancia 037 Rally
- Lancia Delta S4
- Lancia Ypsilon
- Land Rover Range Rover
- Land Rover 110
- Land Rover Freelander
- Land Rover Range Rover '94
- Lexus IS (XE20)
- Lotus 97T
- Matra Simca Bagheera
- Mazda RX 7
- Mercedes-Benz SSK
- Mercedes Benz 300 SL '54
- Mercedes Benz 450 SEL

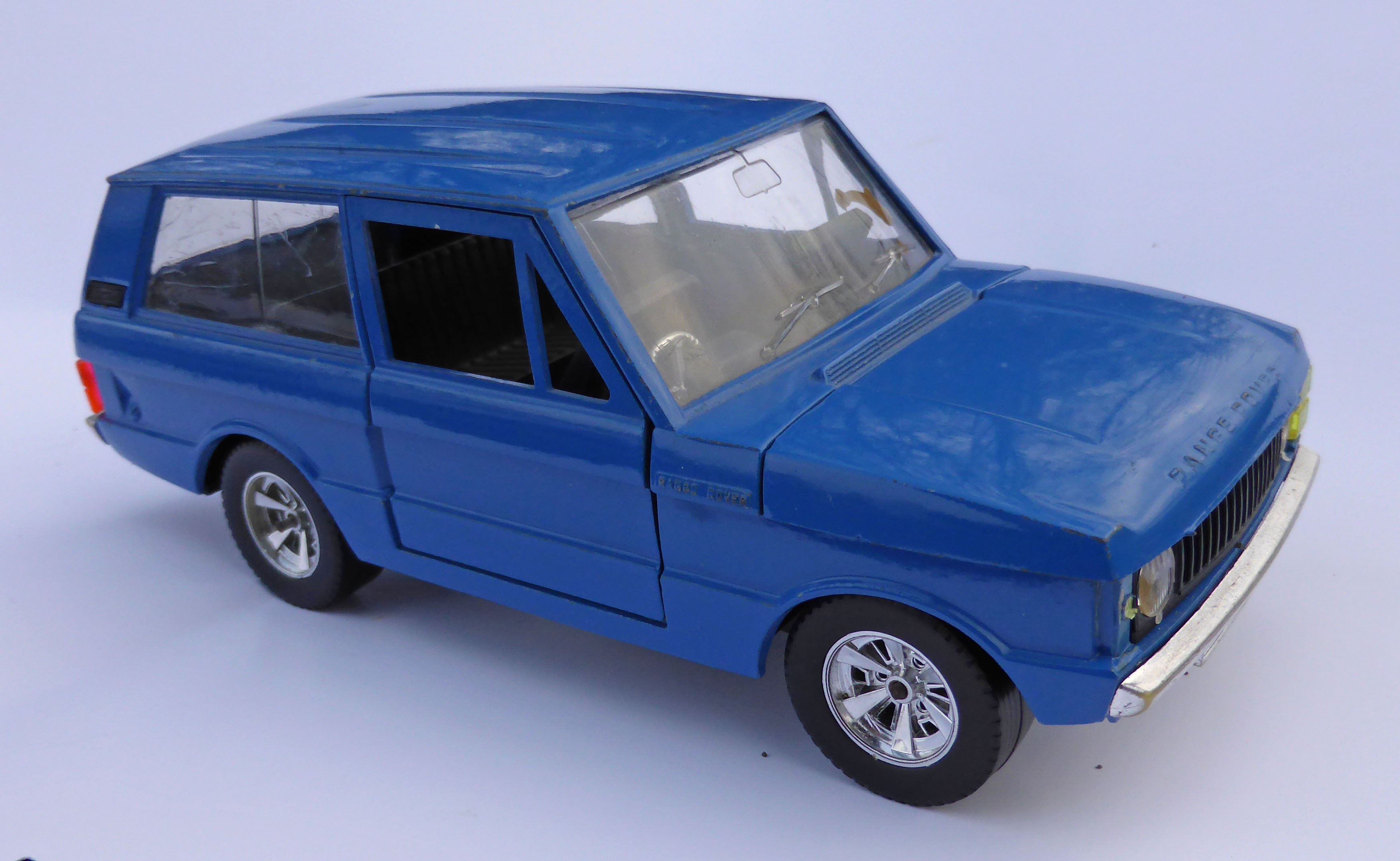
Range Rover BBurago, échelle 1/24, production italienne.

- Mercedes Benz 450 SLC (450SL Coupé de 1973-1980)
- Mercedes Benz 500 SEC
- Mercedes-Benz 190E
- Mini Cooper '60
- Mini Cooper '01
- Opel Kadett C Coupé
- Opel Kadett C Gte Gr.4
- Opel Ascona 400
- Peugeot 205 T16
- Peugeot 206 CC
- Peugeot 207
- Peugeot 405 T16
- Porsche 356 B Cabriolet
- Porsche 356 B Coupé
- Porsche 911 S
- Porsche 911 Turbo
- Porsche 924 Turbo
- Porsche 935 TT
- Porsche 959 Turbo
- Porsche 993 Coupé
- Porsche 993 Cabriolet
- Porsche 996 Coupé
- Porsche 996 Gt3
- Renault 4L
- Renault 5L
- Renault 5 Alpine
- Renault 14 TL
- Renault 5 Turbo Gr.4
- Renault Fuego
- Renault Twingo RS Gordini
- Rolls Royce Silver Shadow
- Saab 900 Turbo
- Schlesser Buggy Mégane
- Shelby Series 1
- Smart Roadster
- Talbot Matra Rancho
- Toyota Celica Gr.5
- Volkswagen Golf I Gti
- Volkswagen Golf IV
- Volkswagen New Beetle
- Volkswagen New Beetle Cup
- Volkswagen New Beetle Convertible
- Volkswagen California